# Chionochloa beddiei
Chionochloa beddiei är en gräsart som beskrevs av Victor Dmitrievich Zotov. Chionochloa beddiei ingår i släktet Chionochloa och familjen gräs. Inga underarter finns listade i Catalogue of Life.